# Demodex sciurinus

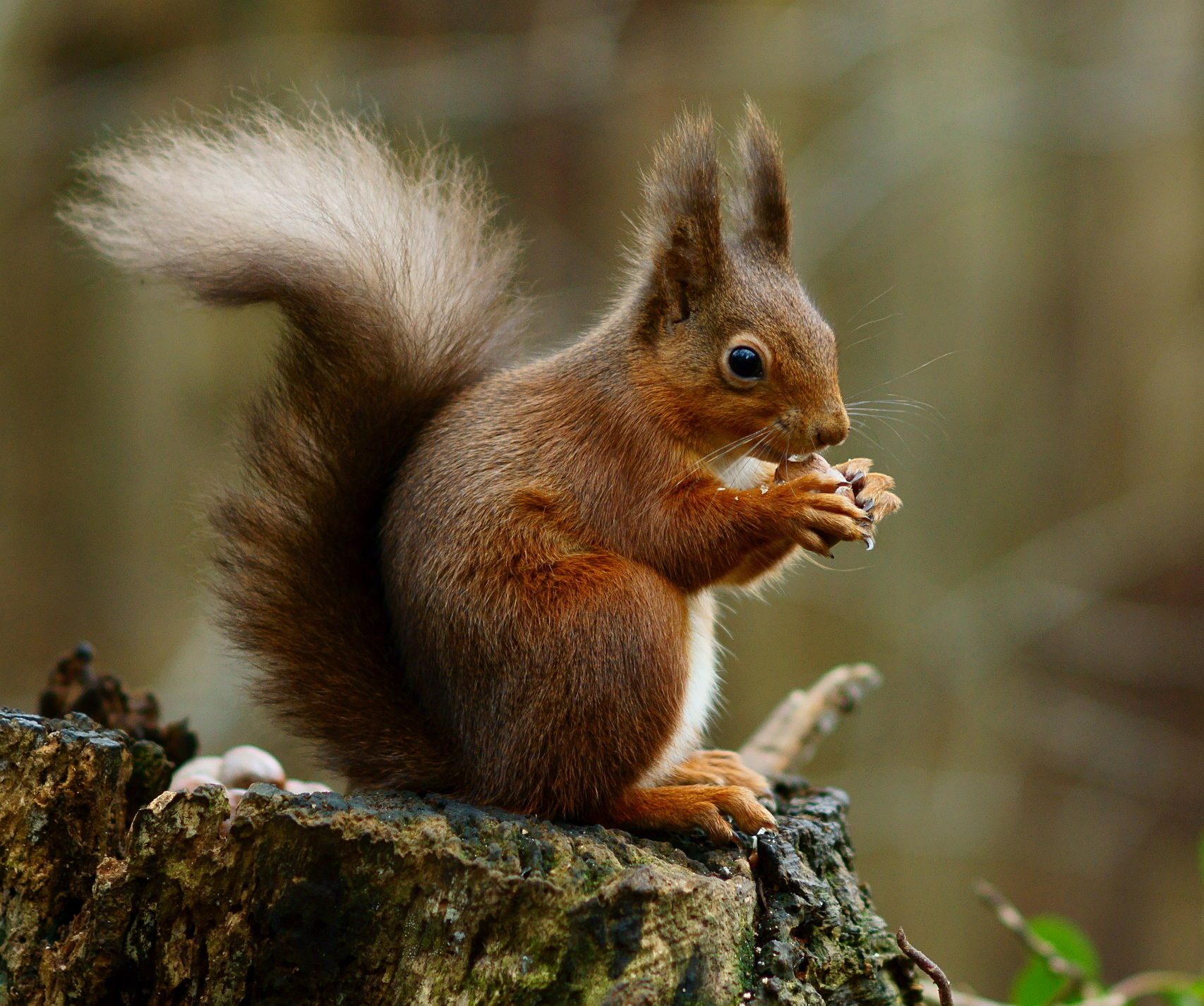
Wiewiórka pospolita, jedyny żywiciel D. sciurinus

Demodex sciurinus – gatunek roztocza z rodziny nużeńcowatych. Jego jedynym znanym żywicielem jest wiewiórka pospolita.
Gatunek ten opisany został po raz pierwszy w 1923 roku przez Arthura Stanley’a Hirsta na łamach „Proceedings of the Zoological Society of London”. Jako lokalizację typową wskazano Inverness w Szkocji. Epitet gatunkowy oznacza po łacinie „wiewiórczy”. 
Ciało jest wydłużone. Samce osiągają od 120 do 158 μm długości i od 26 do 36 μm szerokości, a samice od 143 do 193 μm długości i od 30 do 38 μm szerokości ciała. Niewiele szersza niż dłuższa gnatosoma ma bardzo drobne kolce nadbiodrowe. Wierzch podosomy ma po bokach podłużne rowki. U samca na jej wierzchu leży edeagus o długości od 16 do 23 μm. Opistosoma jest wydłużona, dłuższa od reszty ciała, poprzecznie rowkowana, zwężająca się ku szczytowi. Wulwa samicy ma od 4 do 8 μm długości.
Roztocz ten jest monoksenicznym komensalem lub pasożytem wiewiórki pospolitej. Jego występowanie wykryto w mieszkach włosowych na skórze prącia gospodarza. Nie stwierdzono wywoływania przez żerowanie tego nużeńca zmian skórnych. 
Gatunek podawany z Polski i Wielkiej Brytanii.